# Regent (cépage)
Pour les articles homonymes, voir Régent.
Le Regent N est un nouveau cépage noir, résistant aux maladies cryptogamiques (mildiou et oïdium).

## Création
Créé en 1967 par le croisement des variétés Diana et Chambourcin, par le Prof. Dr. Gerhardt Alleweldt à l'Institut de viticulture de Geilweilerhof (Palatinat, Allemagne), ce cépage a réussi tous les tests techniques et organoleptiques effectués, et présente un haut potentiel de qualité.
Depuis 1996, les autorités allemandes l'ont classé à égalité avec les cépages de Vitis vinifera traditionnels et, dès lors, officiellement reconnu apte à produire des Qualitätswein (vin de qualité, d'appellation d'origine contrôlée en Allemagne).
Le Regent est cultivé dans de nombreux vignobles européens. On peut en obtenir un vin sec et léger, cultivé dans des conditions climatiques sévères de l'Europe du nord. La couleur est rouge clair intense car ce cépage est teinturier.
En Belgique, il est autorisé pour les AOCs Côtes de Sambre et Meuse , Hageland , Haspengouw  et Heuvelland . On le retrouve dans des assemblages avec du Dornfelder (autorisé dans les AOCs flamandes), du Rondo ou du Cabertin.

## Propriétés
Aspect : grappes moyennes aux baies moyennes, grains bleus serrés, jus rougeâtre, feuilles peu découpées.
Vin rosé, de couleur rouge clair car ce cépage est teinturier, après cuvage d'une nuit et éraflage total de la grappe.
Vin rouge profond et riche, tanique, à élever en fût et à laisser murir d'autant plus longtemps que le cuvage a été long.
En 2009, le cépage qualitatif présentait la plus grande résistance aux maladies fongiques et aux ravageurs [lesquels ?]. La Maturité est de première époque hâtive. La superficie cultivée en Allemagne représentait 2037 ha (2004).[réf. souhaitée]

## Sources
- Fiche « Regent » dans la base de l'Institut de viticulture de Geilweilerhof (de)